# Donald McKenzie (Schwimmer)

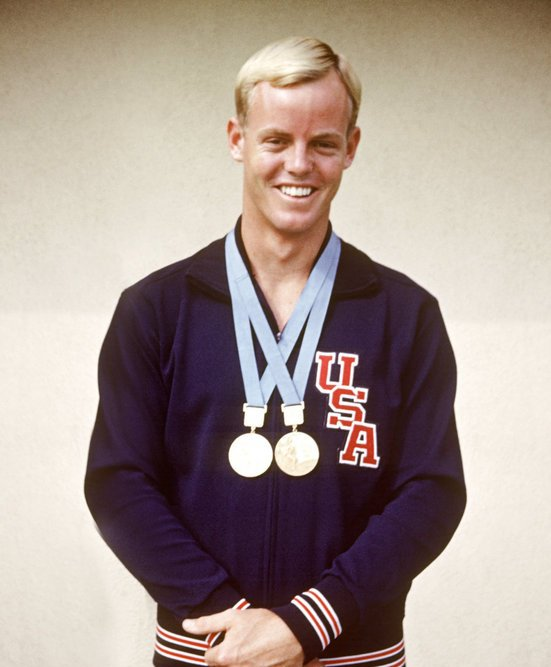
Donald McKenzie 1968 mit seinen beiden olympischen Goldmedaillen

Donald Ward „Don“ McKenzie (* 11. Mai 1947 in Hollywood, Los Angeles, Kalifornien; † 3. Dezember 2008 in Reno, Nevada) war ein US-amerikanischer Schwimmer.
Bei den Olympischen Spielen 1968 in Mexiko-Stadt wurde er Olympiasieger über 100 m Brust. Er war damit der erste Olympiasieger über diese Strecke. Zuvor wurden lediglich Medaillen über die 200-m-Bruststrecke vergeben. Außerdem gewann er bei diesen Spielen die Goldmedaille mit der 4 × 100-m-Lagenstaffel der US-Amerikaner. Er gewann ebenfalls einen NCAA-Titel über 100 Yards Brust, während er Ende der 1960er Jahre an der Indiana University unter Trainer James Counsilman trainierte.
Im Jahr 1989 wurde er in die Hall of Fame des Schwimmsports aufgenommen.